# Pedro Celestino Negrete

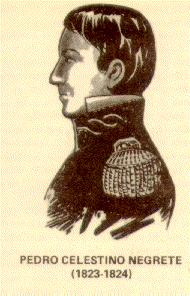
Pedro Celestino Negrete

Pedro Celestino Negrete född 1777 i San Sebastián, Spanien död 1846 i Bordeaux, Frankrike, var en mexikansk militär. Han var provisorisk president i Mexiko 4 oktober 1824 till 10 oktober 1824 och ledare efter Agustín de Iturbides abdikering